# La casa pintada
La casa pintada es una novela de Montserrat del Amo publicada en 1990. Recibió el Premio Nacional, el Premio Lazarrillo[cita requerida] y Premio CCEI.

## Argumento
En la tierra media (hoy China), Chao es un pequeño niño de cinco años que al ver la casa del emperador Huang-Ti piensa que sería lindo vivir en una casa pintada, pero cuando el viejo Kum Tsé le dice que solo el emperador tenía derecho a vivir en una casa pintada, trata de conquistar los colores ("En los colores está encerrado el mundo entero"). La novela termina cinco años más tarde,cuando Chao ha cumplido 10 años.

## Personajes del libro
- Chao': Es un niño de familia muy humilde. Es delgado y alto. Su padre,su abuelo y él trabajan cultivando arroz desde los diez años.No sabe leer ni escribir pero vive muy feliz con su familia.
- Abuelo: Es un anciano de mucha edad y muy buen cargador, trabaja para su familia y, según Chao es una caja de promesas y sabiduría.
- Lí: Una joven de cabello negro y ojos verdes, quiere ser equilibrista. Es un personaje muy importante, pues ayuda a Chao a practicar equilibrismo para llegar a Pekín.
- Kum Tsé: Sabio filósofo, único en la aldea que sabe leer y escribir, por ello se siente superior a los demás y piensa que lo deban tratar como el emperador.
- Padre: Es el padre de Chao, esposo de Madre y buen trabajador. Piensa que madre debería libre a Chao, "sacarlo del nido".
- Madre: Madre de Chao, esposa de ' Padre. Trata a su hijo Chao como si siempre fuera un bebé, no obstante al final de la historia lo sigue tratando igual aunque ya tiene 10 años.
- El emperador: no es un personaje importante, se lo menciona cuando se dice que solo él podía tener una casa pintada.
- Los guerreros del emperador: Son la guardia del emperador, aparecen en las fiestas de año nuevo.